# Jakow Georgijewitsch Tschernichow

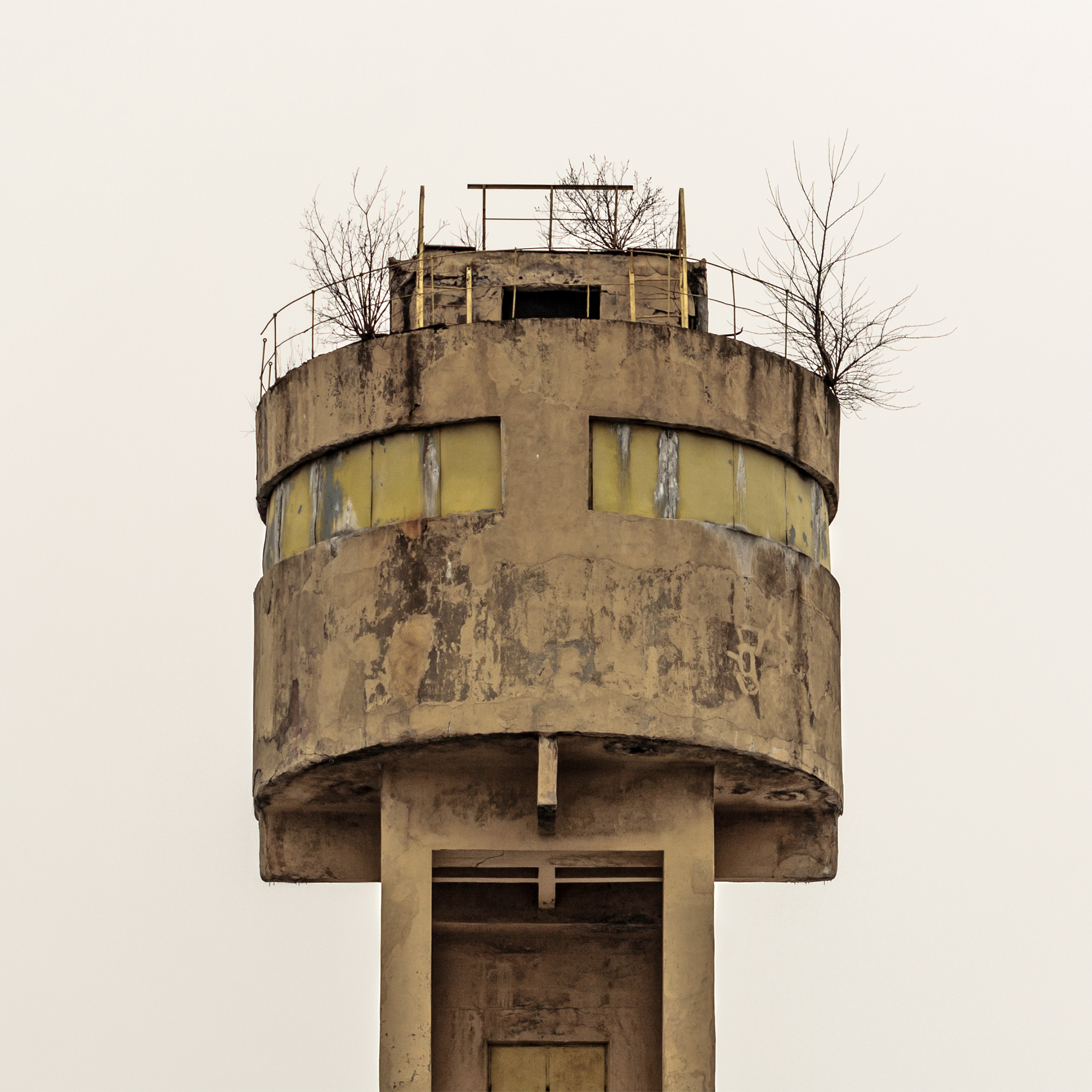
Wasserturm der Fabrik „Der rote Nagelschmied“, Architekt: Jakow Tschernichow (1928)

Jakow Georgijewitsch Tschernichow (russisch Яков Георгиевич Чернихов, * 5. Dezemberjul. / 17. Dezember 1889greg. in Pawlohrad, Gouvernement Jekaterinoslaw, Russisches Kaiserreich; † 9. Mai 1951 in Moskau) war ein Architekt und Designer des sowjetischen Konstruktivismus.

## Leben
Jakow Tschernichow studierte von 1907 bis 1914 bis Malerei und Architektur an der Kunstschule in Odessa. 1917 schloss er die höheren pädagogischen Kurse an der Akademie der Künste in Petrograd ab. 1925 beendete er seine Ausbildung an der Leningrader WChUTEIN. Ab 1930 war er Hauptarchitekt in der Leningrader Filiale des Projektierungsinstitutes Giprochim.
Tschernichow war in den dreißiger Jahren Lehrer an verschiedenen Architektur- und Ingenieurschulen in Leningrad und Moskau tätig.
Während des Stalinismus rückte er wie viele seiner Kollegen von der funktionalistischen Formensprache ab, realisierte jedoch keine Projekte mehr. Privat war Tschernichow auch als Maler tätig.

## Veröffentlichungen (Auswahl)
- Iskusstvo načertenija (Die Kunst des Gestaltens), 1927 (russisch).
- Kurs geometričeskogo čerčenija (Kurs des geometrischen Zeichnens), 1928 (russisch).
- Основы современной архитектуры (Grundlagen der modernen Architektur), Leningrad 1930 (russisch).
- Ornament, 1930 (russisch).
- Konstruktion der Architektur- und Maschinenformen, 1931. (deutsch). Reprint Wasmuth 1991.
- 101 архитектурные фантазии (101 Architektonische Fantasien), Leningrad 1933 (russisch).

## Werke (Auswahl)
- 1926 Gießerei des Werkes „Banner der Arbeit“ in Leningrad
- 1928 Bauten im Werk „Der rote Nagelschmied“ in Leningrad
- 1929 Belorecker metallurgisches Werk
- 1929 Wettbewerbsentwurf zum Denkmal von Christoph Kolumbus in Santo Domingo (nicht realisiert)
- 1931–32 Warenhaus in Lesnoi (Leningrad)
- 1931–32 Wohngebiet in Petrosawodsk
- 1934–41 Serie von abstrakten architektonischen Entwürfen Dworcy kommunisma (Paläste des Kommunismus)